# نصوص مقدسة

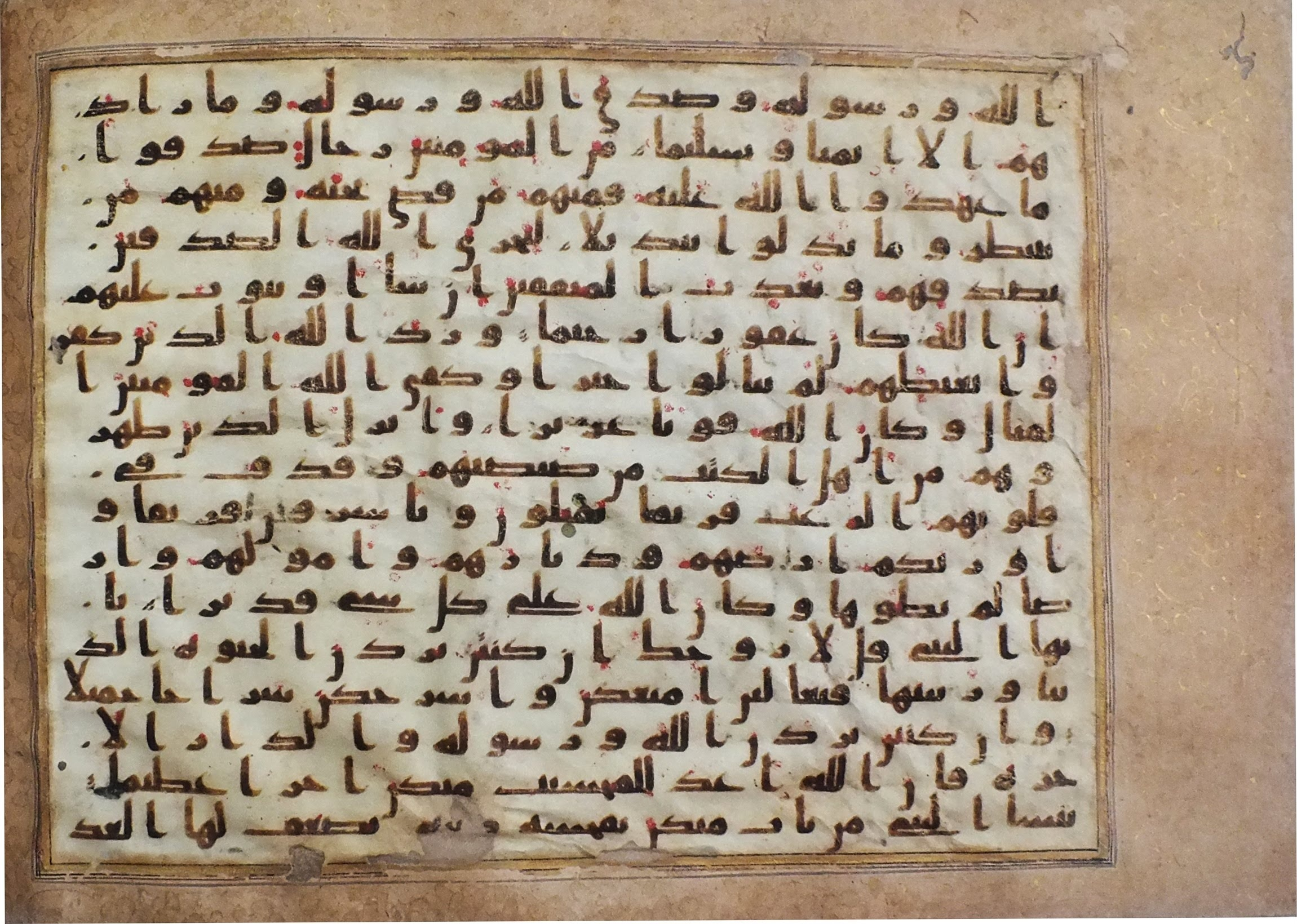
آيات الإسلام المقدسة، القرآن الكريم – المتحف الوطني، نيودلهي، الهند

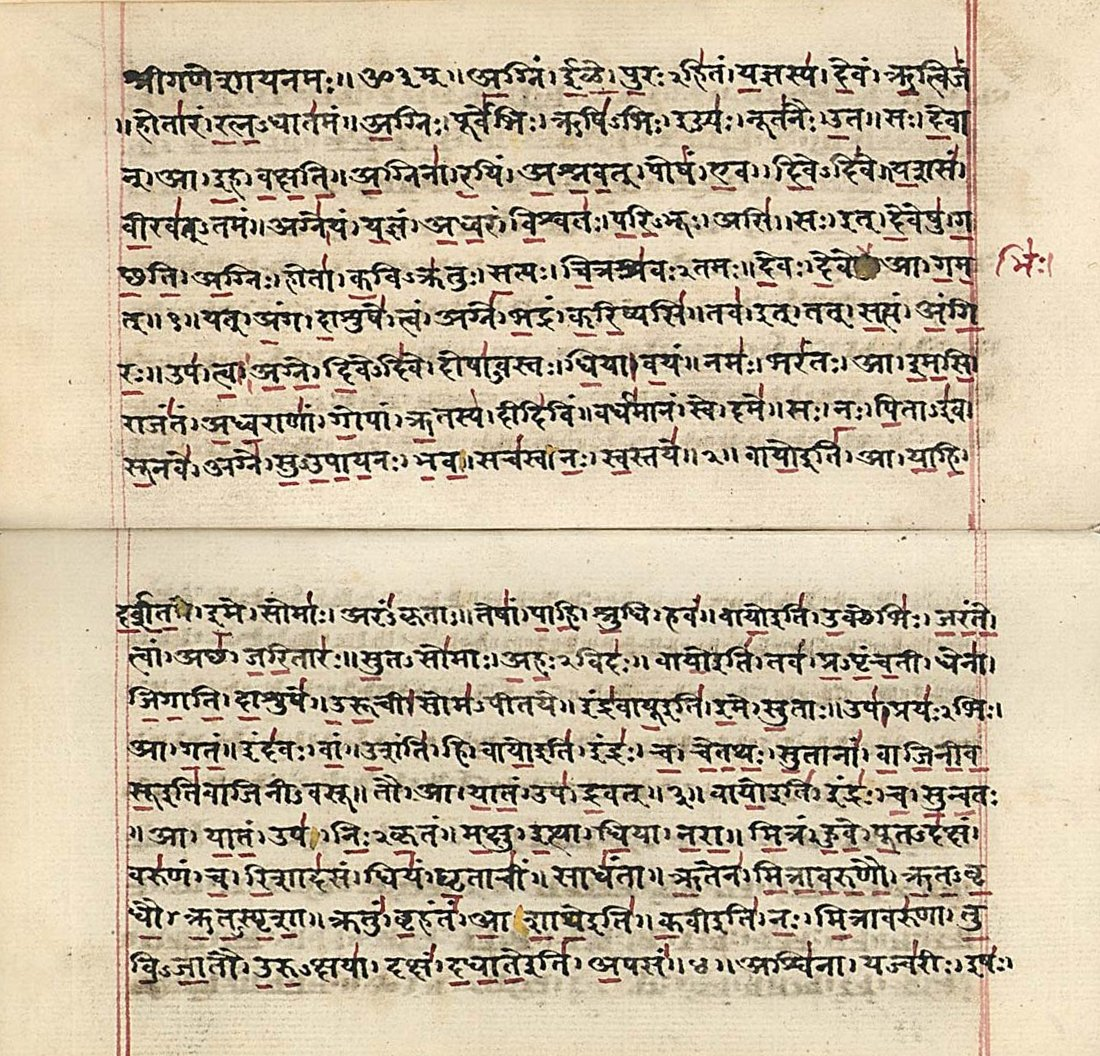
مخطوطة ريگفدا من القرن ال19، وريگفدا هي أحد أربعة نصوص مقدسة قانونية في الهندوسية وإحدى أقدم النصوص الدينية التي ظلت مستعملة.

الكتاب المُقدس، يُعرف أيضاً باسم النص المُقدس، الأمر المُقدس والسِفر المُقدس. تُعتبر هذه الكتب نصوصاً مقدسة في كثير من الأديان والتي تراها متمحورة حول عقيدة الدين ذاته. تؤمن غالبية الأديان والحركات الروحانية بأن كُتبها المقدسة لها أصل إلهي أو قوى ماوراء الطبيعة والتي تم إنزالها أو وحيها بطريقة ما.

## تاريخ الكتب المقدسة
إن أقدم نص ديني معروف هو نصوص الأهرام والتي كانت موجودة في مصر القديمة (2400-2300) قبل الميلاد. كما أن أقدم شكل للأبجدية الفينيقية كانت تحوي نصوصاً دينية والتي نُحتت على قبر الملك حيرام الأول في مدينة جبيل. ملحمة جلجامش عند السومريون والتي تعود إلى (2150-2000) قبل الميلاد هي أيضاً واحدة من أقدم الأعمال الأدبية والتي تحوي العديد من الشخصيات الأسطورية. الريجفدا الهندوسية تقترح أنها كُتبت بين (1700-1100) قبل الميلاد، الأمر الذي ربما يجعلها أقدم نص ديني مُستعمل حتى يومنا هذا. يُعتقد أن أقدم قسم من أبستاق الزرادشتية كان يُنقل شفوياً لقرون طويلة قبل أن يوجد في شكل مكتوب باللغة الأفستية، ويُجمع الدارسون على أنه وجد بين (1000-600) قبل الميلاد.
يُجمع غالبية العلماء على أن التوراة قد جُمعت على مدى قرون عديدة. وفي نهاية القرن التاسع عشر، وُجدت فرضية وثائقية والتي تُرجح أن كتب التوراة الخمسة قد وُجدت عام 450 قبل الميلاد من خلال جمع أربعة مصادر مُنفصلة (والمعروفة بِـ: اليهوي 900 قبل الميلاد، الإلوهي 800 قبل الميلاد، التثنوي 600 قبل الميلاد، الكهنوتي 500 قبل الميلاد).
إن أول نص ديني طُبِع لغرض التوزيع كان السوترا الماسية، وهي نص ديني بوذي، وهي أقرب مثال مُسجل من النص المطبوع حيث تحمل تاريخ التقويم الصيني 11 مايو 868 ميلادي.

## وجهات نظر
تختلف المواقف من النصوص المقدسة، فبعض الديانات تجعل من نصوصها المكتوبة متاحة بشكل واسع، في حين ديانات أخرى ترى أن الأسرار المُقدسة يجب أن تُخفى ويقوم بالاطلاع عليها فقط رجال الدين والأولياء. أن مُعظم الديانات تسن سياسات صارمة لتحديد حدود نصوصها المُقدسة، وتقوم بالتحكم أو النهي عن التغييرات والإضافات. تعرض غالبية الأديان نصوصها المقدسة على أنها «كلمة الله»، وفي كثير من الأحيان تعتبر أن النصوص هي مستوحاة من الله وعلى هذا النحو لامجال لإنسان أن يقوم بالتغيير أبداً. ترجمات النصوص الدينية عادةً ماتتلقى مُراجعات ومُباركات رسمية قبل نشرها، ومع ذلك فإن اللغة الأصلية للنص هي ماتكون عادةً المرجع الحقيقي والمُطلق للنص. بعض الديانات تجعل من نصوصها الدينية مُتاحة مجاناً، والبعض الآخر يتطلب الدفع والتقيد الصارم لحقوق الطبع والنشر.
المعيار القياسي للدلالة على أقسام النص الديني: إن جورو جرانث صاحب (الكتاب الديني للسيخية) يعتمد على ترقيم الصفحات في السرد، بينما العديد من الديانات الأخرى (بما فيها الأديان الإبراهيمية وفروعها) تُفضل الإشارة عن طريق الفصل أو السورة والأية.

## مُصطلحات أُخرى
يُستخدم مصطلحات مثل «الأوامر المقدسة»، «النص المقدس» أو «الكتاب المقدس» من قبل أتباع الديانات لوصف أعمال وأوامر دينهم للدلالة على أهمية النص، فهذا النص هو مايُمثل الوحي الإلهي، أو كما عند الغالبية المسيحية فهو يُمثل العصمة الإلهية. ليست المسيحية وحدها تستعمل هذا التعبير، فأيضا نجده عند الهندوسية في الفيدا والبهاغافاد غيتا.

## النصوص المُقدسة للديانات

### الديانة الآتونية
- ترنيمة آتون العظمى

### ديانة الأزتك
- سفر البورجيا

### الديانة الأورفكية
- أسطورة اورفيوس

### الدين الإسلامي

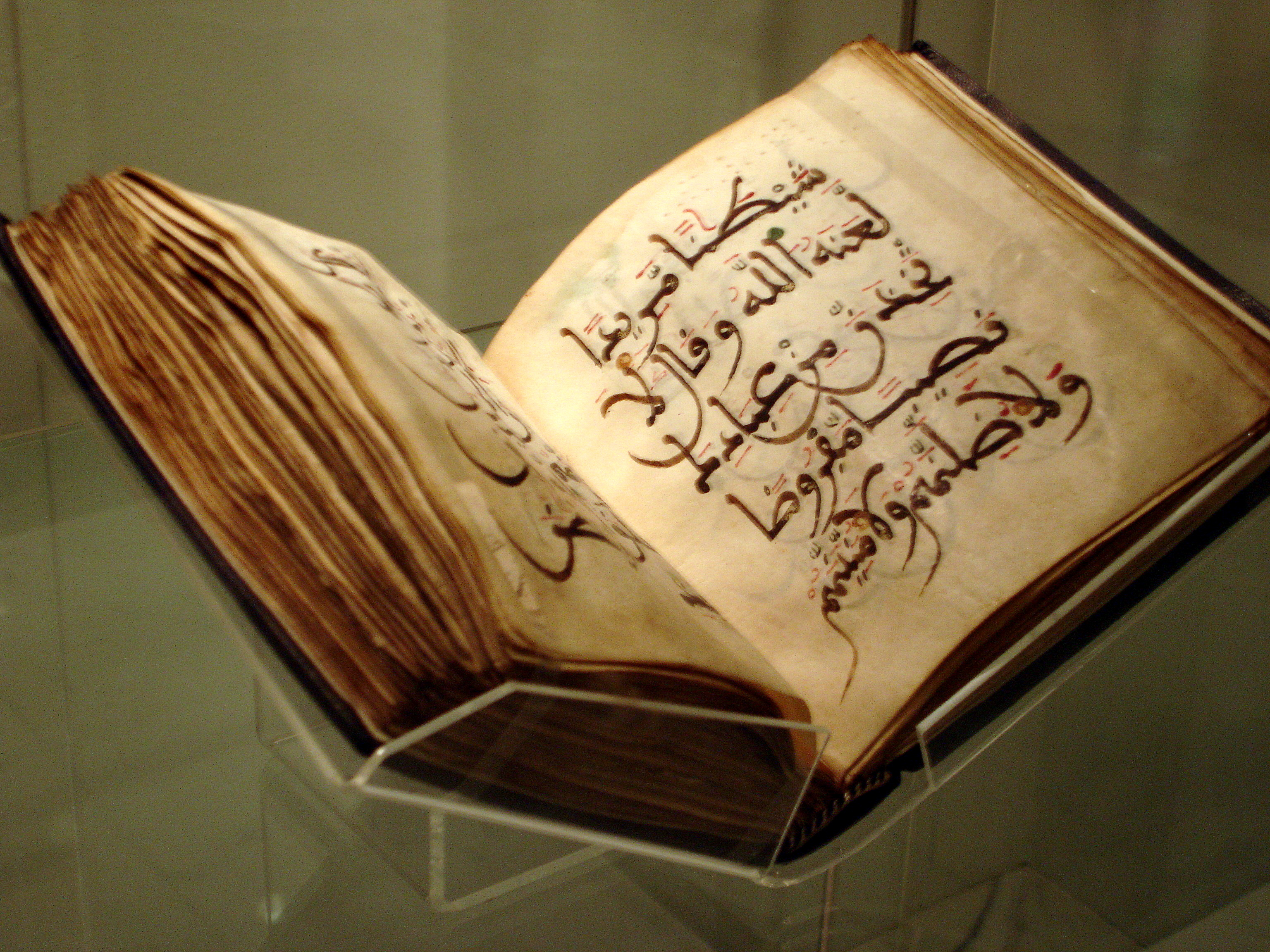
نسخة من القرآن مكتوبة بخط اليد تعود للقرن الحادي عشر موجودة في المتحف البريطاني.

القرآنيؤمِن المسلمون بالكتب السماوية الثلاثة (كُتب الديانات الإبراهيمية) دون العمل بما فيها من تشريعات، ويعتبرون القرآن مُهيمناً عليها وناسخاً لما فيها من تشريعات ولا يعملون إلا بما في القرآن. ذكر القرآن أربع كُتب وهي: صحف إبراهيم (أُنزلت على إبراهيم)، الزبور (أُنزل على داود)، التوراة (أُنزل على موسى)، الإنجيل (أُنزل على عيسى).
الحديث النَبويهو ما ورد عن الرسول مُحمد بن عبد الله من قول أو فعل أو تقرير. والحديث والسنة عند أهل السنة والجماعة هما المصدر الثاني من مصادر التشريع الإسلامي بعد القرآن.

### الديانة البهائية
كل كتب ومؤلفات بهاء الله وكذلك كتب ومؤلفات الباب.

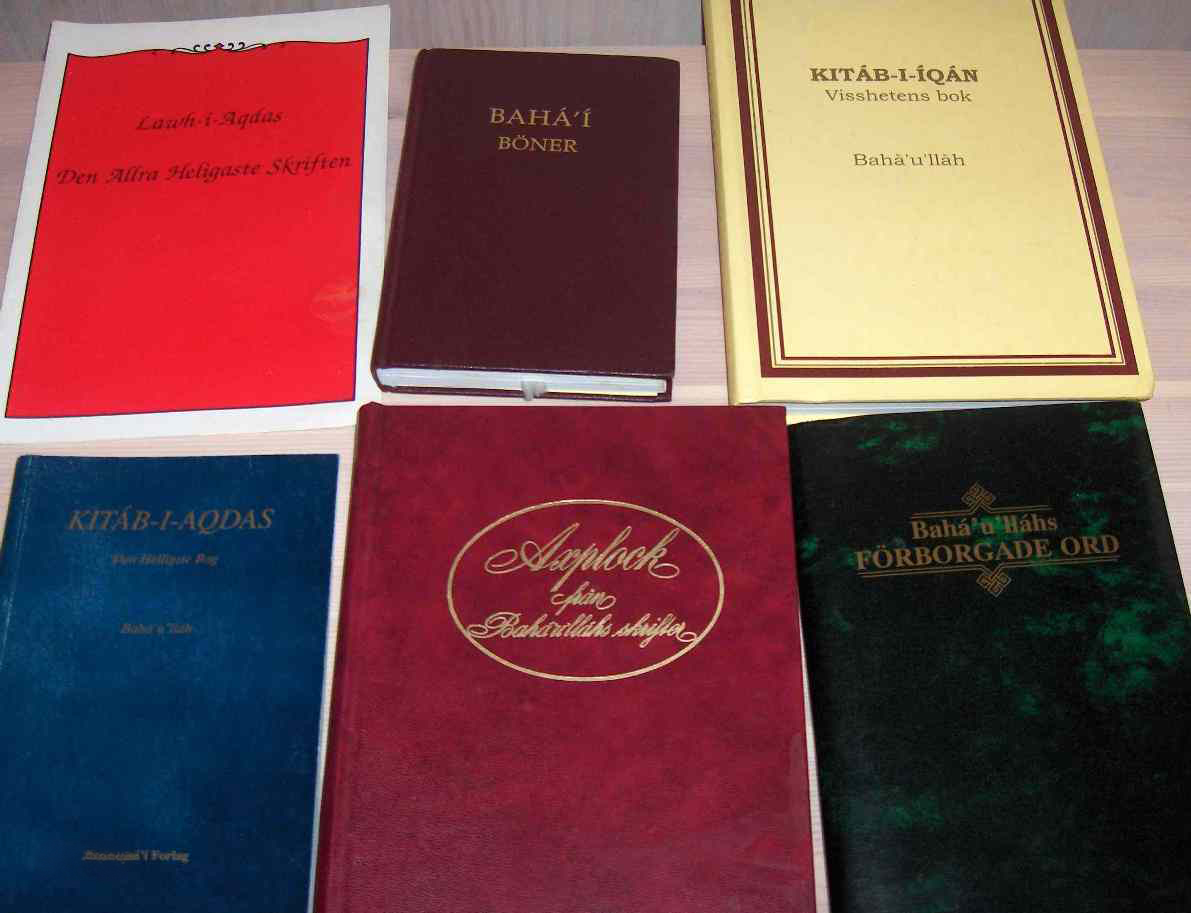
الكُتب المُقدسة في الديانة البهائية.

- بعض كتب بهاء الله:[15]
  - الكتاب الأقدس
  - كتاب الإيقان
  - 1857 الوديان الأربعة
  - 1857 کلمات مکنونه
  - 1859 جواهر الاسرار
  - 1860 الوديان السبعة

### الديانة البوذية

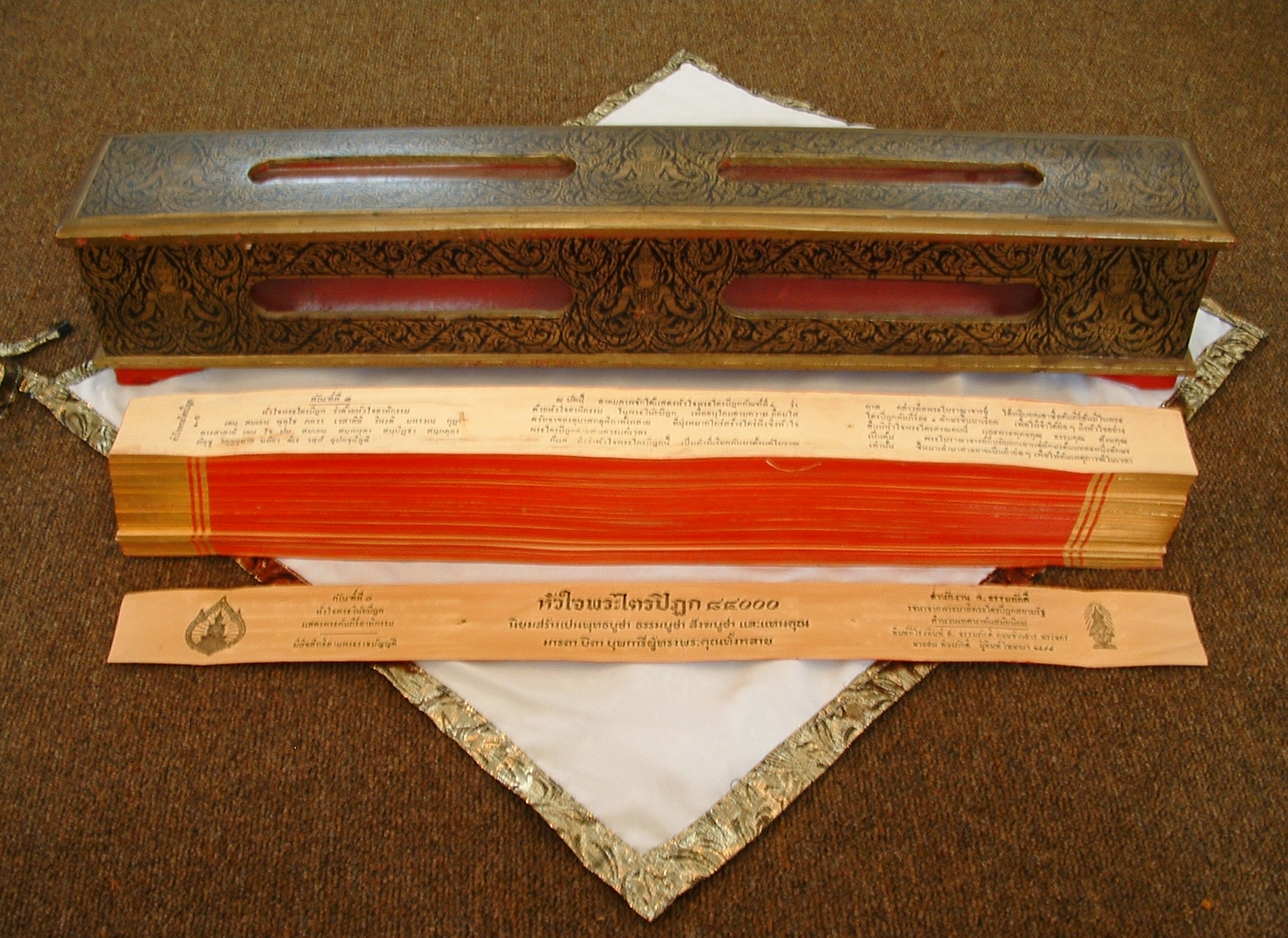
النمط القديم من الكتاب المقدس يُستعمل في قانون بالي.

#### التيرافاداالبوذية
- قانون بالي:
  - فينايا بيتاكا
  - سوتا بيتاكا
  - أبهيداما بيتاكا

#### الماهاياناالشرق آسيوية

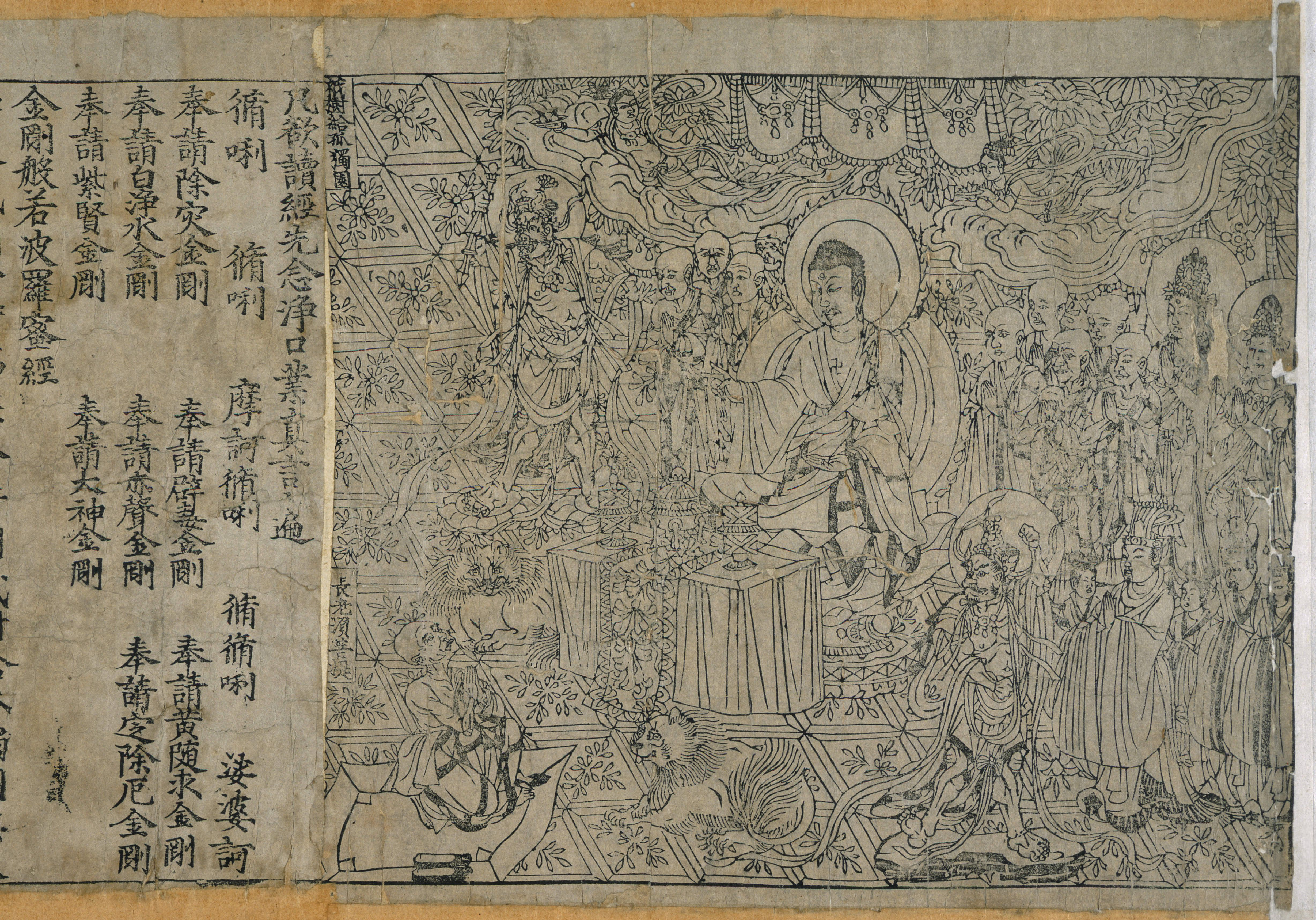
السوترا الماسية الصينية، يوجد في المكتبة البريطانية، ويعتبر أقدم كتاب مطبوع مؤرخ (868 ميلادي).

- البيتاكا الصينية:
  - السوترا الماسية
  - شورانغاما مانترا
  - تيانتي، تينادي، نيتشيرين
  - شينغون

#### الفاجراياناالبوذية

##### البوذية التبتية
- كانغيرو
- تينغيرو

### ديانة الثيليما
- كتاب القانون لِآليستر كراولي[16]

### الديانة الجاينية
- تاتفارثا سوترا

### الديانة الديسكوردية
- مباديء الديسكوربية (مالاكليبس الأصغر وكيري ويندل ثورنلي)

### الديانة الرائيلية

غلاف "كتاب العبقراطية: حكم الشعب، من أجل الشعب، بواسطة العباقرة"

- تُعتبر جميع كتابات كلود فوريلون كُتب مُقدسة في الديانة الرائيلية:[17]
  - كتاب العبقراطية
  - تصميم ذكي: رسالة من المصمم
  - نعم للاستنساخ البشري

### الديانة الرافيداسية
- أمريتباني جورو رافيداس جي[18]

### الديانة الزرادشتية

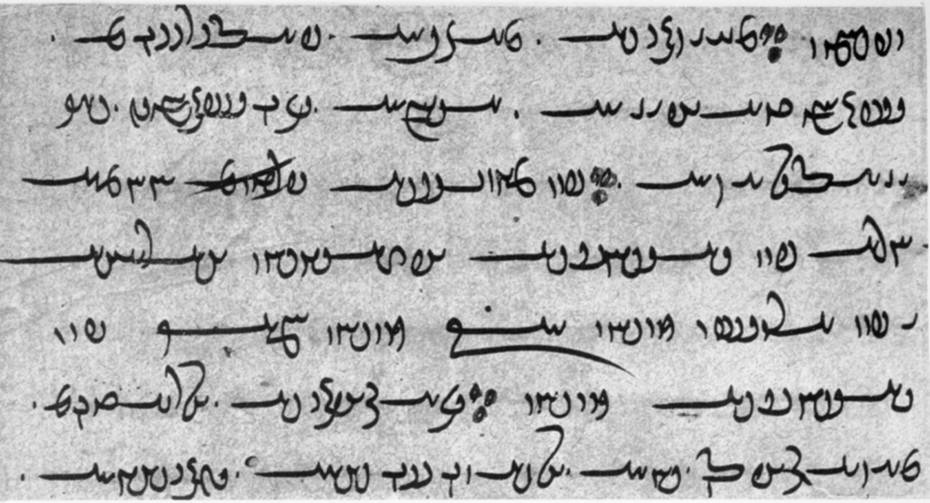
تراتيل الينسا مكتوبة بالبهلوية في الديانة الزرادشتية

- إن الكتب المُقدسة الرئيسة في الديانة الزرادشتية هي مجموعة الأبستاق:
  - تراتيل الينسا
  - ويسبرد
  - ونديداد
  - أناشيد يشتها
  - افيستاي بجوك (خردة افيستا)

### الديانة السامرية
- التوراة السامرية[19]

### الديانة السيخية

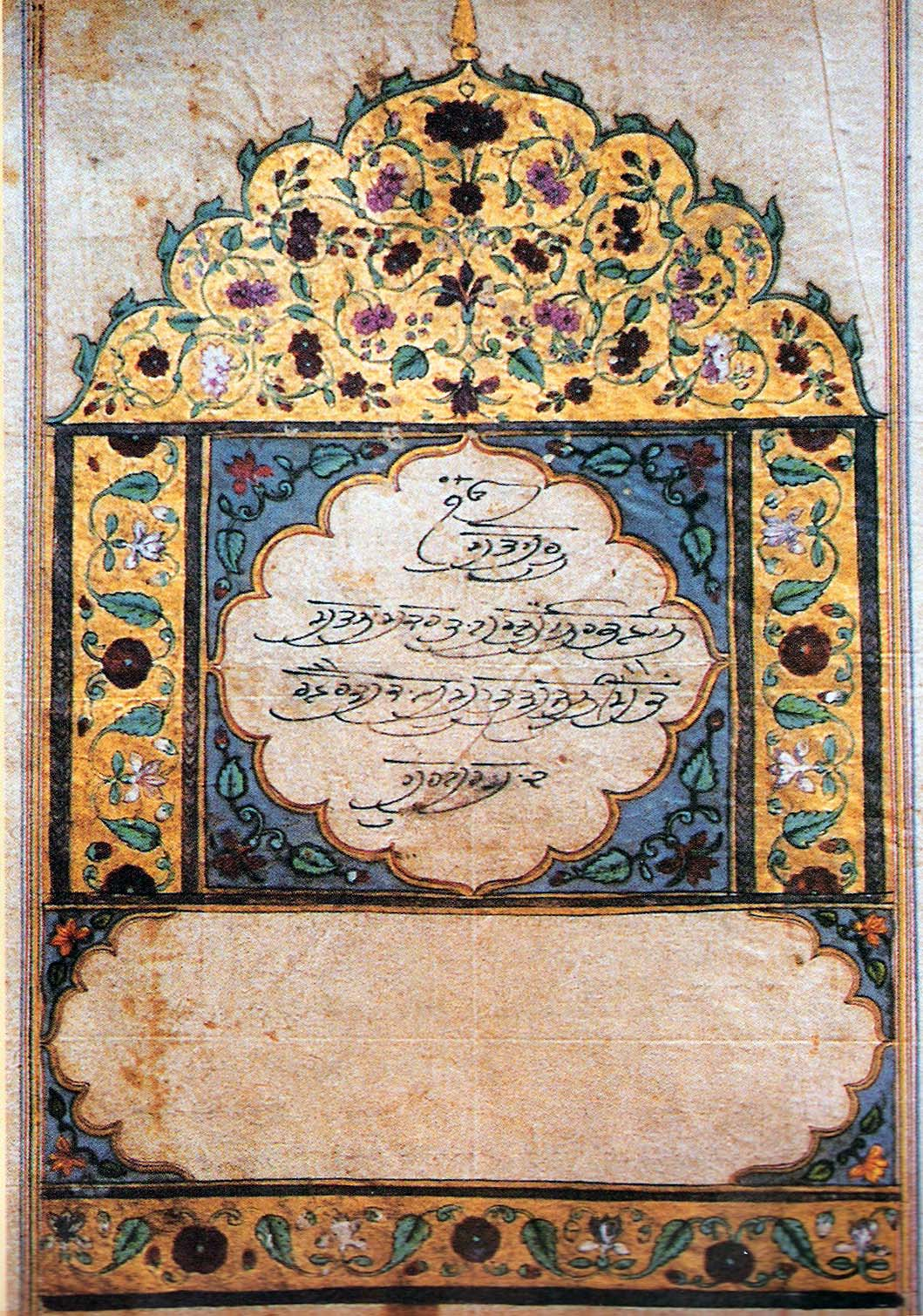
جورو جرانث صاحب في الديانة السيخية.

- جورو جرانث صاحب
- داسم جرانت صاحب

### الديانة الشنتوية
- سجلات كوجيكي
- مدونات نيهون شوكي
- نوريتو
- مُجلدات مان يوشو[20]

### الديانة الشيطانية الإلحادية
- الإنجيل الشيطاني (الكتاب الأساسي)
- الطقوس الشيطانية: لِأنتون ليفي (يحوي تشاريع وطقوس إضافية)

### الديانة الطاوية
- كتاب الداوديجنغ
- كتاب تشوانغ تسو

### ديانة العصر الجديد
يوجد العديد من الكتب المُقدسة لديانة العصر الجديد، ولكن أهمها:
- درس في المعجزات
- محادثات مع الإله
- كتاب أوسبي
- كتاب اليورانشيا

### ديانة قدماء المصريين

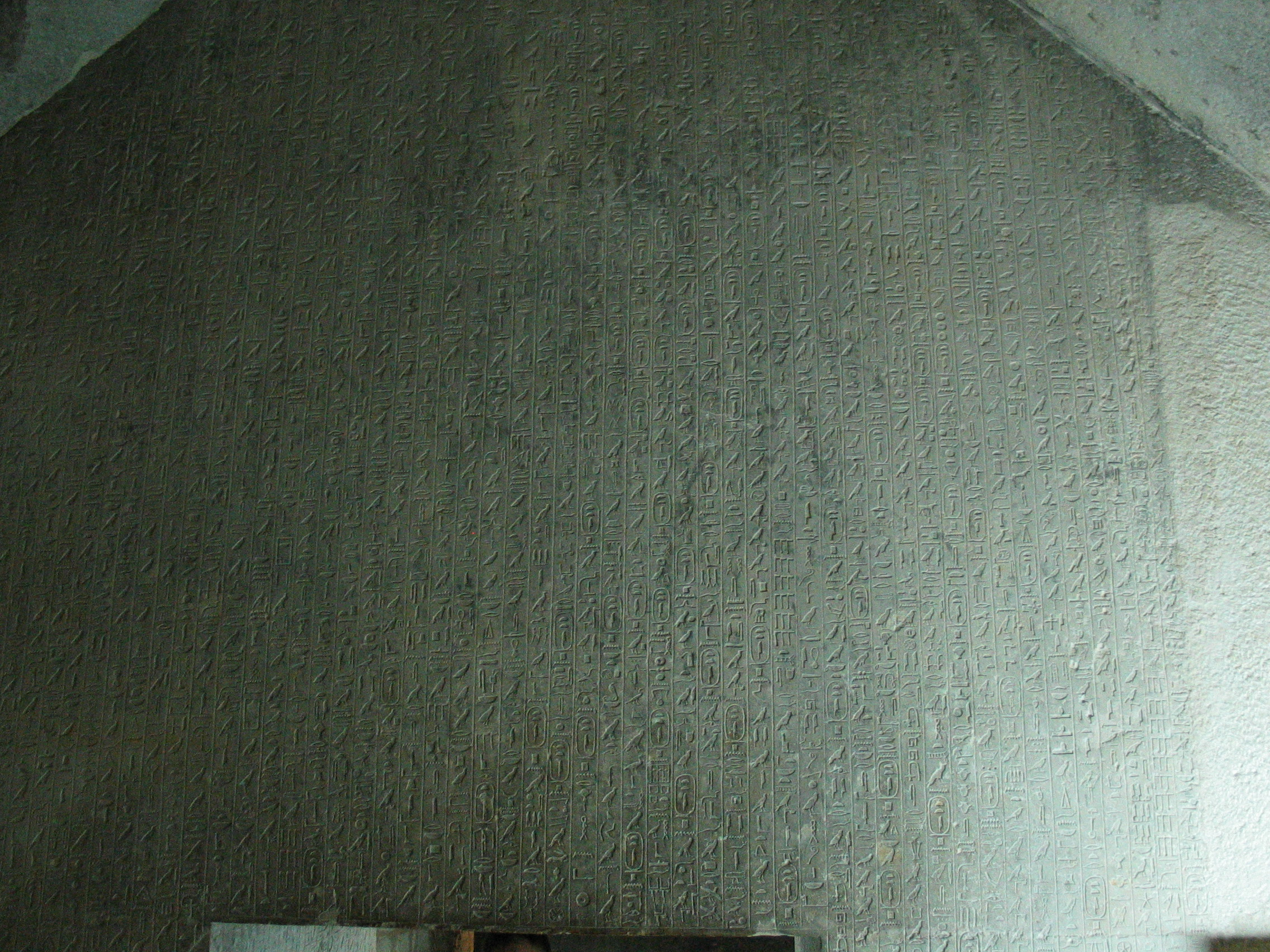
نصوص الأهرام الموجودة داخل هرم تيتي بسقارة.

- المملكة القديمة:
  - نصوص الأهرام
- المملكة المتوسطة الأولى:
  - نصوص التوابيت
- المملكة المتوسطة الثانية:
  - كتاب الموتى
  - كتاب الكهوف
  - كتاب البوابات
  - كتاب الآخرة
  - كتاب البقرة السماوية
  - صلاة رع

### الديانة الكونفشيوسية
- الكتابات الخمس التقليدية (وو-جينغ)
- الكتابات الأربع (سيشو)

### الدين المسيحي

#### المسيحية

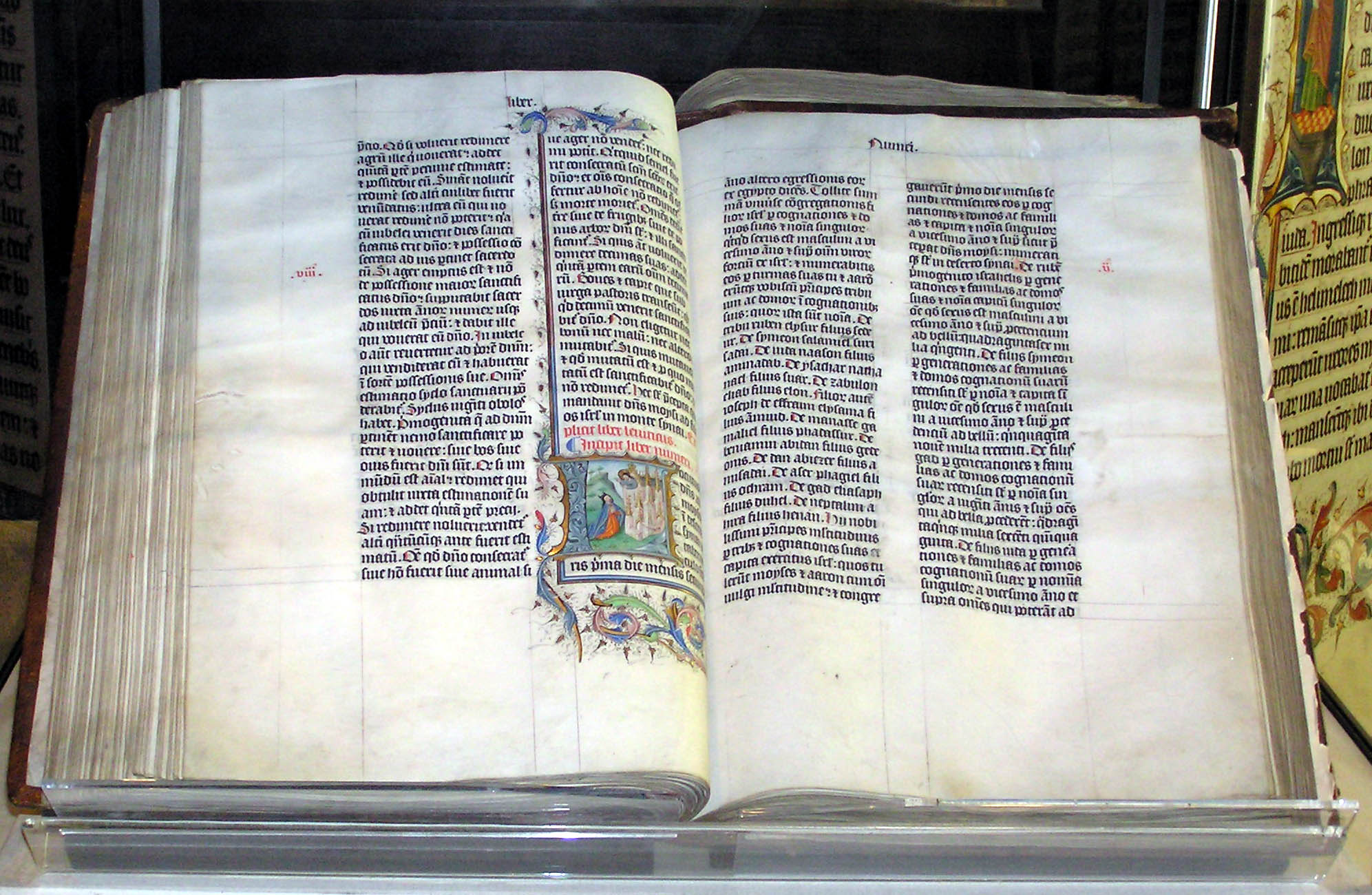
الكتاب المقدس المسيحي، نسخة مكتوبة بخط اليد 1407.

- الكتاب المقدس (العهد قديم والعهد الجديد)
  - البروتستانتية: وتحوي 66 كتاب: التناخ اليهودي (39 كتاب) والعهد الجديد (27 كتاب).
  - الكاثوليكية: وتحوي 7 كتب من الأسفار القانونية الثانوية إضافية من العهد القديم وهي كاملةً 73 كتاب ويُطلق عليها جميعاً شريعة ترنت.
  - الأرثوذكسية الشرقية: وتحوي كامل الأسفار القانونية الثانوية والعهد قديم والعهد الجديد، بالأضافة إلى أن 3 المكابيون، المزمور 151، صلاة منسى، 3 عزرا، و4 المكابيون تُعتبر مُقدسة في الكنيسة الجورجية الرسولية الأرثوذكسية.
  - الأرثوذكسية الأثيوبية (وفرعها الأرثوذكسية الإريترية): قامت بإضافة العديد من الكتب وذلك بحسب سردها التفصيلي للشريعة، ولكنها دائما تتضمن 4 عزرا، كتاب اليوبيلات، سفر أخنوخ، 4 باروخ و1، 2، 3 المكابيون.
  - بعض كنائس المسيحية السريانية تقبل برسالة باروخ كنص ديني.

#### العِلم المسيحي
- الكتاب المقدس

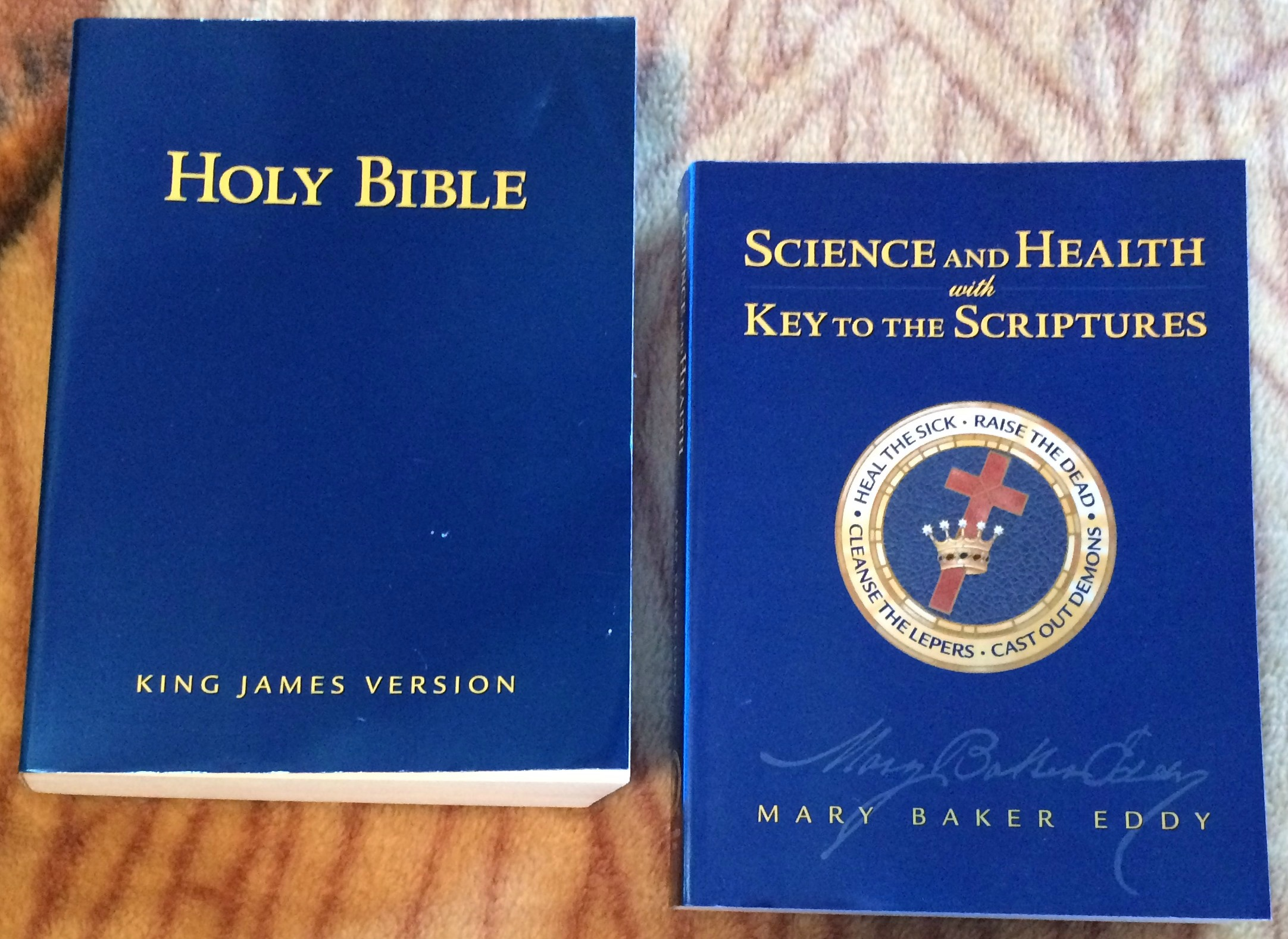
الكتاب المقدس (على اليمين) والعلوم والصحة ومفتاح نصوص الكتاب المقدس (على اليسار)

- العلوم والصحة ومفتاح نصوص الكتاب المقدس، لِماري بيكر إيدي

#### الغنوصية
- بعض كتب العهد قديم والعهد الجديد
- مخطوطات نجع حمادي

#### شهود يهوه
- الكتاب المقدس

#### كنيسة يسوع المسيح لقديسي الأيام الأخيرة

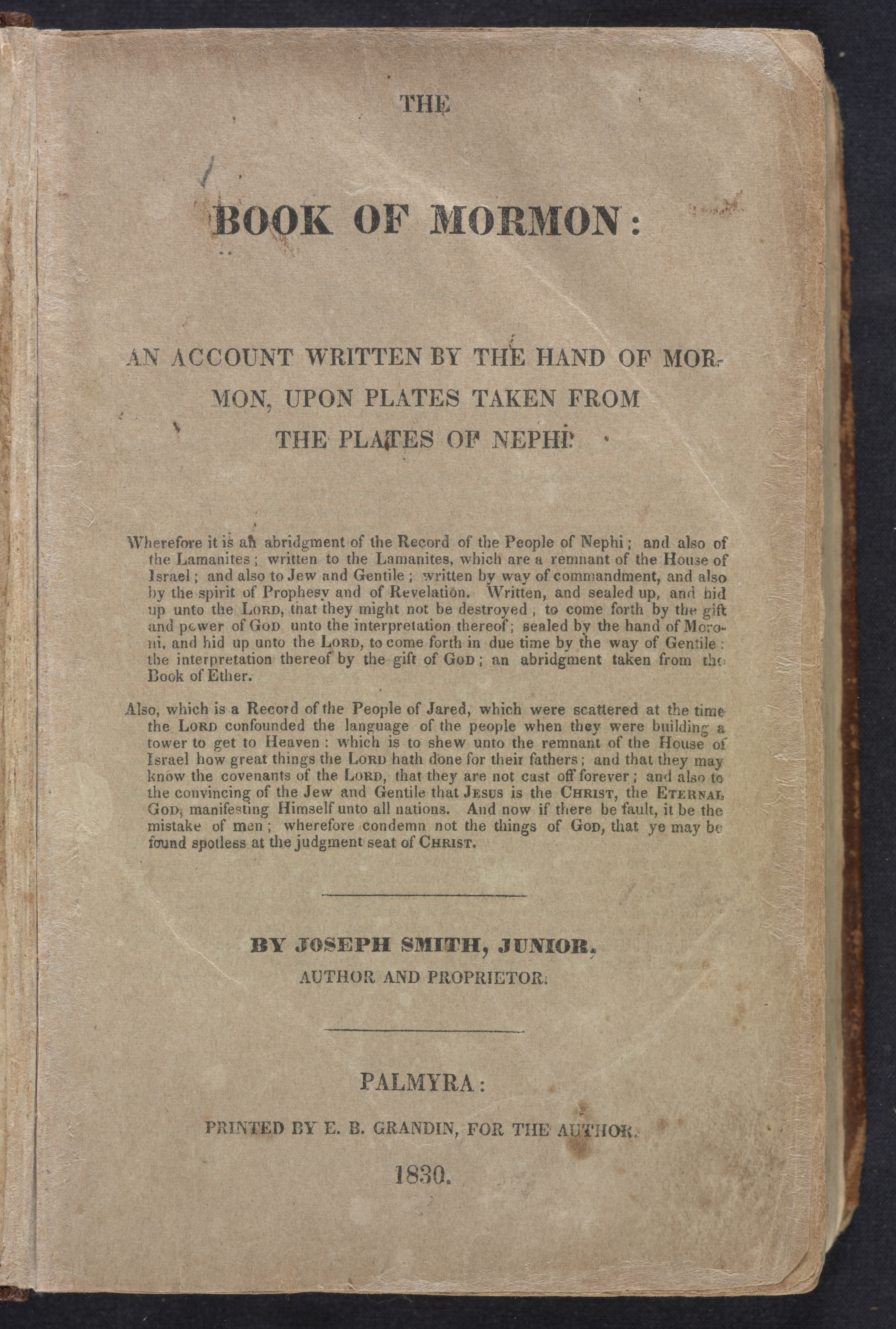
صفحة الغلاف لكتاب مورمون من نسخة أصلية 1830. (يوجد في مكتبة الكونغرس وتعتبر هذه النسخة نادرة جداً).

- الكتاب المقدس
- كتاب مورمون

- المبادئ والعهود
- الخريدة النفيسة

#### الراستافارية
- الكتاب المقدس (شريعة التوحيد الأرثوذكسية الأثيوبية).

#### السبتيون
- الكتاب المقدس
- كتابات إيلين وايت، والتي تعتبر بنفس قُدسية الكتاب المقدس، حتى أنها تُعتبر نبية موحاة.

### الديانة المندائية
- كنزا ربا
- كتاب البروج
- القلستا
- دراشة أد يهيا

### الموحدون الدروز
- القرآن
- رسائل الحكمة (حمزة بن علي بن أحمد)

### الديانة الهرمسية
- متون هرمس
- كيباليون
- اللوحة الزمردية

### الديانة الهندوسية

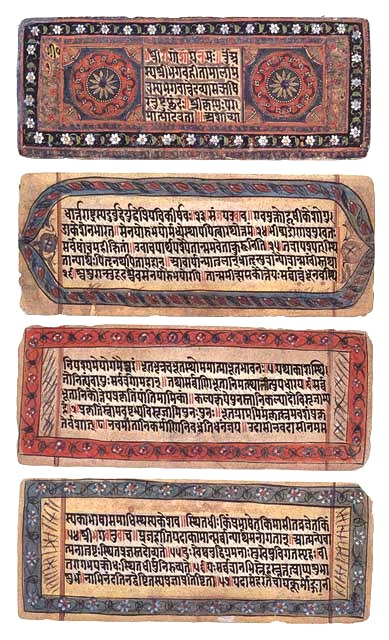
يُعتبر البهاغافاد غيتا نصيحة اللورد كريشنا لِأرجونا في معركة كوروشيترا.

شروتي (المُبيَن)
- الفيدا
  - الريجفيدا
  - السامافيدا
  - الياجورفيدا
  - الأتهارفافيدا
- البراهمان
- الأوبانيشاد
- الأرنياكا

سمريتي (المحفوظ)
- الشعر الهندي الملحمي
  - مهابهاراتا
    - البهاغافاد غيتا

  - رامايانا
- البوراناس
  - البهاغافاد بورانا
- التانترا
- السوترا
- الستوترا
- الأشتافاكرا فيدا
- الغيرنادا سامهيتا
- الغيتا غوفيندا
- الهاتا يوغا براديبيكا
- يوغا فاسيستا

### ديانة الويكا

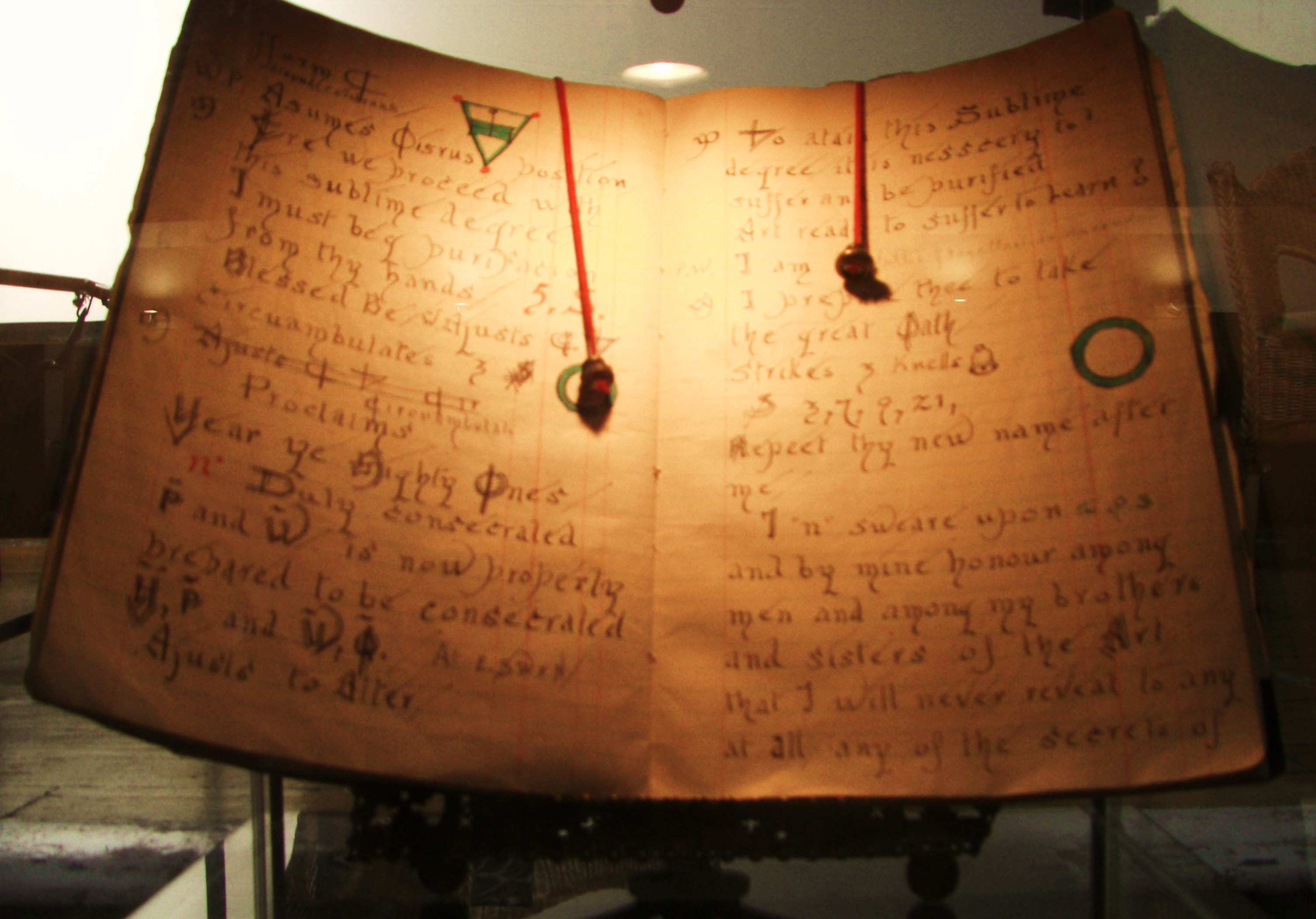
واحدة من أقدم نسخ كتاب الظل في ديانة الويكا.

- كتاب الظل

### الديانة اليارسانية
- سه ر ئه نجام (سنچنار)

### الديانة اليافالية
- أرول نول
- أكيلاثيراتو أماناي

### الديانة اليزيدية
- كتاب الجلوة
- مصحف رش

### الدين اليهودي

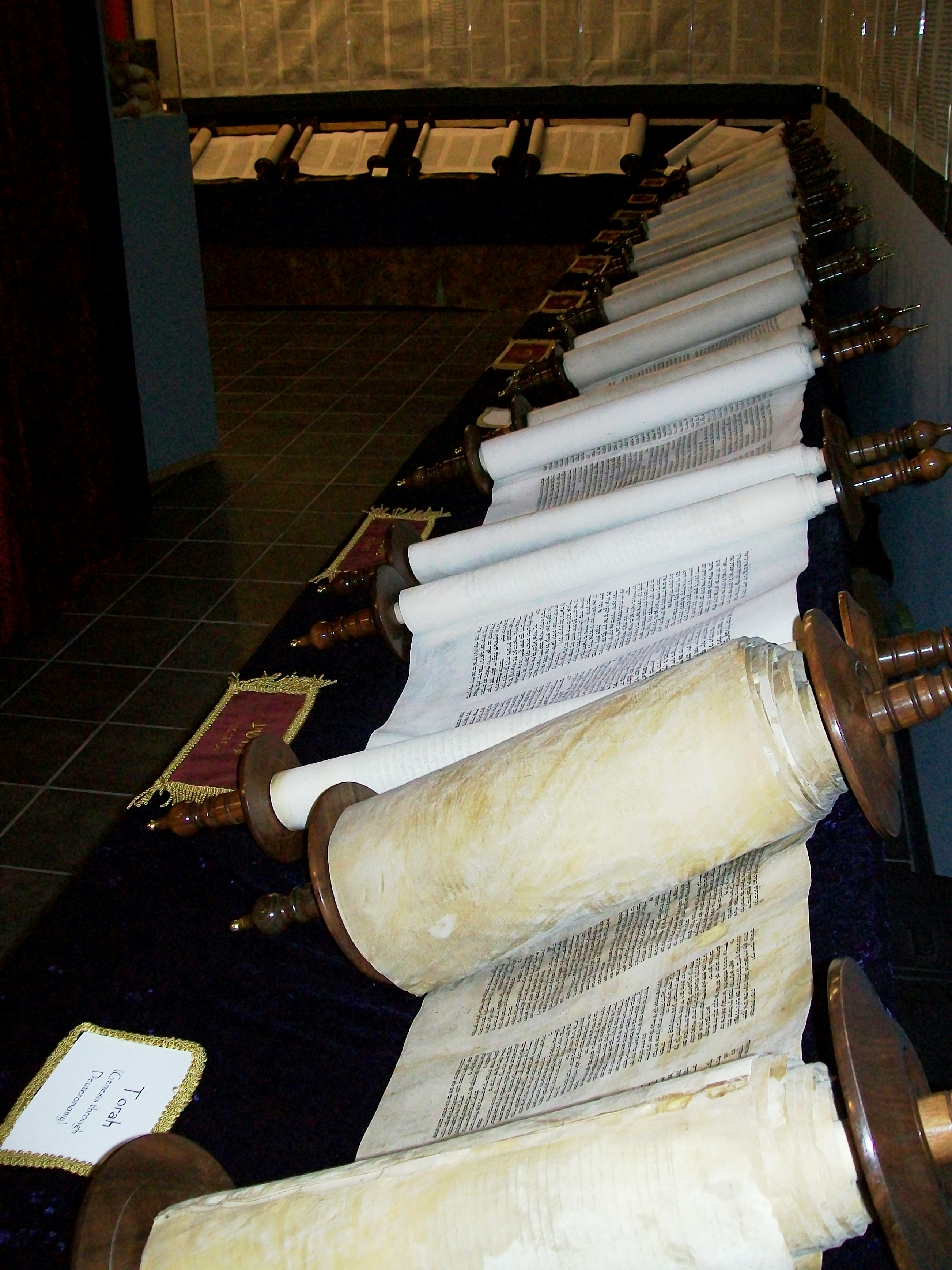
مجموعة كاملة من المخطوطات التي تُشكل التناخ.

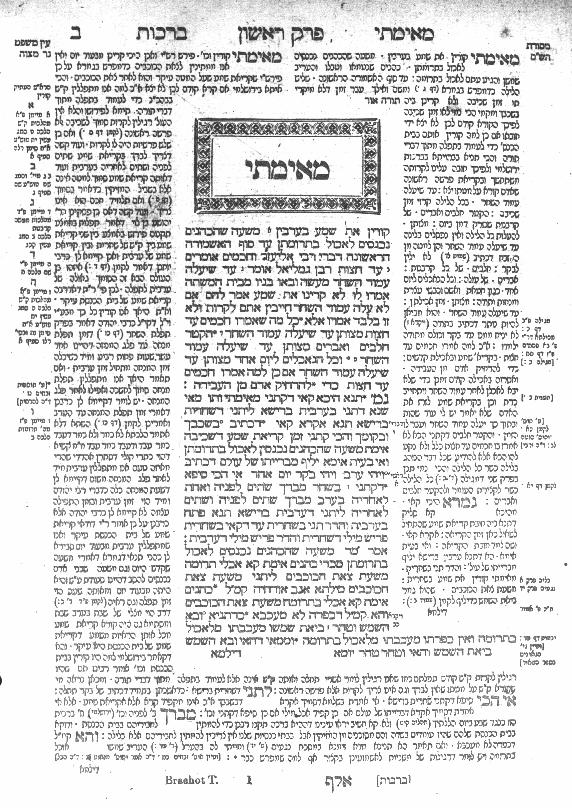
الصفحة الأولى من التلمود.

#### اليهودية الربانية
- التناخ، أو مايُسمى بِالكتاب العبري
  - التوراة
  - أسفار الأنبياء
  - أسفار الكتابات
- التلمود
  - تلمود مشناه
  - تلمود الجمارا

#### اليهودية الكابالية
- كتاب الخلق
- كتاب الزوهار[21]

#### اليهودية القرائية
- التناخ

#### بيتا (جماعة) إسرائيل
- التناخ مع العديد من الأبوكريفا اليهودية

### ديانة اليونان القديمة
- شرائع هوميروس
- الكتاب الذهبي (فيثاغورية)